# Zwevegem
Zwevegem è un comune belga di 24 853 abitanti, situato nella provincia fiamminga delle Fiandre Occidentali. Oltre a Zwevegem, il comprende al suo interno i le frazioni di Heestert, Moen, Otegem, Sint-Denijs.